# Краснистав
Краснѝстав (на полски: Krasnystaw) е град в Източна Полша, Люблинско войводство. Административен център е на Красниставски окръг, както и на селската Красниставска община, без да е част от нея. Самият град е обособен в самостоятелна градска община с площ 42,13 км2.